# Metepec (Estado de México)
Metepec (en náhuatl, Metepec; en otomí, Ntaguada y en matlatzinca, Nepinta Tuji) es una ciudad mexicana del Estado de México. Es la cabecera del municipio de Metepec y colinda con Toluca de Lerdo y San Mateo Atenco, así como con varios pueblos dentro del mismo municipio homónimo.
Posee un patrimonio histórico producto del establecimiento de los misioneros franciscanos en la antigua provincia de Metepec; los frailes fundaron en el siglo XVI un convento dedicado a San Juan Bautista, el que tuvo funciones de colegio, los evangelizadores también edificaron algunas de las capillas aledañas.

## Toponimia
Procede del náhuatl mētl (maguey), tepētl (cerro) y -co (posposición locativa, que deviene -c cuando la palabra anterior tiene terminación -tl), significando "Cerro donde hay magueyes". La traducción usual sería "en el cerro de los magueyes", que es una frase locativa, no un topónimo.

## Historia
El Convento de San Juan Bautista, es una de las construcciones religiosas más antiguas, del cual se tienen noticias desde el año 1585 a través de las crónicas de Fray Alonso Ponce, quien hace alusión a los claustros alto y bajo, durante su visita a la Nueva España. Más tarde se levantó el actual Templo Parroquial construido durante el siglo XVIII.
El 14 de septiembre de 2012 se le otorgó a Metepec el reconocimiento de Pueblo Mágico.

## Geografía
La ciudad de Metepec es la cabecera municipal y la segunda localidad más poblada del municipio, solo después de San Salvador Tizatlalli. Se ubica entre las coordenadas 19°15'07.1"N 99°36'17.4"O, con una altitud promedio de 2623 msnm, siendo el Cerro del Calvario la elevación principal con 2670 msnm. Está a una distancia de 7 kilómetros de la ciudad de Toluca y 54 kilómetros de la Ciudad de México.
La ciudad está dividida en seis barrios,  Coaxustenco, San Mateo, Santa Cruz, Espíritu Santo, San Miguel y Santiaguito

### Clima
| Parámetros climáticos promedio de Metepec, Estado de México  | Parámetros climáticos promedio de Metepec, Estado de México | Parámetros climáticos promedio de Metepec, Estado de México | Parámetros climáticos promedio de Metepec, Estado de México | Parámetros climáticos promedio de Metepec, Estado de México | Parámetros climáticos promedio de Metepec, Estado de México | Parámetros climáticos promedio de Metepec, Estado de México | Parámetros climáticos promedio de Metepec, Estado de México | Parámetros climáticos promedio de Metepec, Estado de México | Parámetros climáticos promedio de Metepec, Estado de México | Parámetros climáticos promedio de Metepec, Estado de México | Parámetros climáticos promedio de Metepec, Estado de México | Parámetros climáticos promedio de Metepec, Estado de México | Parámetros climáticos promedio de Metepec, Estado de México |
| Mes                                                          | Ene.                                                        | Feb.                                                        | Mar.                                                        | Abr.                                                        | May.                                                        | Jun.                                                        | Jul.                                                        | Ago.                                                        | Sep.                                                        | Oct.                                                        | Nov.                                                        | Dic.                                                        | Anual                                                       |
| ------------------------------------------------------------ | ----------------------------------------------------------- | ----------------------------------------------------------- | ----------------------------------------------------------- | ----------------------------------------------------------- | ----------------------------------------------------------- | ----------------------------------------------------------- | ----------------------------------------------------------- | ----------------------------------------------------------- | ----------------------------------------------------------- | ----------------------------------------------------------- | ----------------------------------------------------------- | ----------------------------------------------------------- | ----------------------------------------------------------- |
| Temp. máx. abs. (°C)                                         | 27.4                                                        | 29.5                                                        | 31.4                                                        | 32.4                                                        | 33.6                                                        | 31.3                                                        | 29.5                                                        | 31.4                                                        | 29.7                                                        | 28.5                                                        | 27.5                                                        | 27.1                                                        | 33.6                                                        |
| Temp. máx. media (°C)                                        | 19.8                                                        | 21.3                                                        | 23.5                                                        | 24.5                                                        | 24.8                                                        | 24.5                                                        | 22.5                                                        | 22.1                                                        | 22.0                                                        | 21.4                                                        | 19.2                                                        | 18.3                                                        | 22                                                          |
| Temp. media (°C)                                             | 12.5                                                        | 13.4                                                        | 15.5                                                        | 17.1                                                        | 18.6                                                        | 18.8                                                        | 17.5                                                        | 17.5                                                        | 17.1                                                        | 14.3                                                        | 13.1                                                        | 12.5                                                        | 15.7                                                        |
| Temp. mín. media (°C)                                        | 5.3                                                         | 5.5                                                         | 6.3                                                         | 9.7                                                         | 11.3                                                        | 12.6                                                        | 11.4                                                        | 11.1                                                        | 11.0                                                        | 8.1                                                         | 6.2                                                         | 5.2                                                         | 8.6                                                         |
| Temp. mín. abs. (°C)                                         | -8.5                                                        | -6.7                                                        | -4.2                                                        | -2.5                                                        | 1.1                                                         | 3.5                                                         | 2.1                                                         | 4.0                                                         | 2.6                                                         | -1.6                                                        | -5.3                                                        | -7.7                                                        | -8.5                                                        |
| Precipitación total (mm)                                     | 10.8                                                        | 12.8                                                        | 10.8                                                        | 33.3                                                        | 76.3                                                        | 142.8                                                       | 173.3                                                       | 166.5                                                       | 140.0                                                       | 53.3                                                        | 16.3                                                        | 8.5                                                         | 844.7                                                       |
| Días de lluvias (≥ 1 mm)                                     | 1.5                                                         | 3.4                                                         | 7.4                                                         | 10.3                                                        | 13.5                                                        | 18.5                                                        | 23.1                                                        | 20.1                                                        | 18.5                                                        | 12.4                                                        | 7.5                                                         | 3.1                                                         | 139.3                                                       |
| Horas de sol                                                 | 254.2                                                       | 243.1                                                       | 218.4                                                       | 205.6                                                       | 197.4                                                       | 186.3                                                       | 164.3                                                       | 188.5                                                       | 200.3                                                       | 210.5                                                       | 231.4                                                       | 253.1                                                       | 2553.1                                                      |
| Humedad relativa (%)                                         | 61                                                          | 60                                                          | 59                                                          | 69                                                          | 75                                                          | 88                                                          | 87                                                          | 85                                                          | 80                                                          | 76                                                          | 70                                                          | 64                                                          | 72.8                                                        |
| Fuente: Servicio Meteorológico Nacional 10 de agosto de 2022 |                                                             |                                                             |                                                             |                                                             |                                                             |                                                             |                                                             |                                                             |                                                             |                                                             |                                                             |                                                             |                                                             |

## Economía
Metepec es una localidad de tipo administrativa, donde también existe un comercio establecido bastante dinámico, una fuerte importante de su economía.  
- Exportación de tensoactivos.[10]
- Exportación de confitería sin cacao.
- Exportación de chocolate blanco.
- Aparatos para filtrar líquidos o gases.

### Artesanías
Metepec destaca por tener vocación alfarera, antiguamente se realizaban productos de uso ceremonial y religioso, posteriormente conforme creció  también los artesanos mejoraron sus técnicas e incorporaron nuevos productos.
Actualmente Metepec tiene 850 artesanas y artesanos, de acuerdo con datos del (Padrón Estatal de Artesanas y Artesanos del Instituto de Investigación y Fomento de las Artesanías, agosto 2023) los cuales se destacan en la alfarería y cerámica creando árboles de la vida y temáticos en diferentes tamaños y técnicas, cazuelas entre otros productos, también  destacan otras artesanías tales como: gastronomía artesanal incluida la producción de conservas artesanales (mermeladas, salsas, chiles en vinagre), nieves artesanales, pan de fiesta y licores como la garañona (bebida espirituosa a base de hierbas), además en metalistería se realizan cajas y alhajeros con la técnica de repujado, en madera algunos artesanos realizan juguetes  y en cartonería se hacen esculturas de cartón de temáticas mexiquenses como catrinas, máscaras, libretas, entre otros.

### Turismo

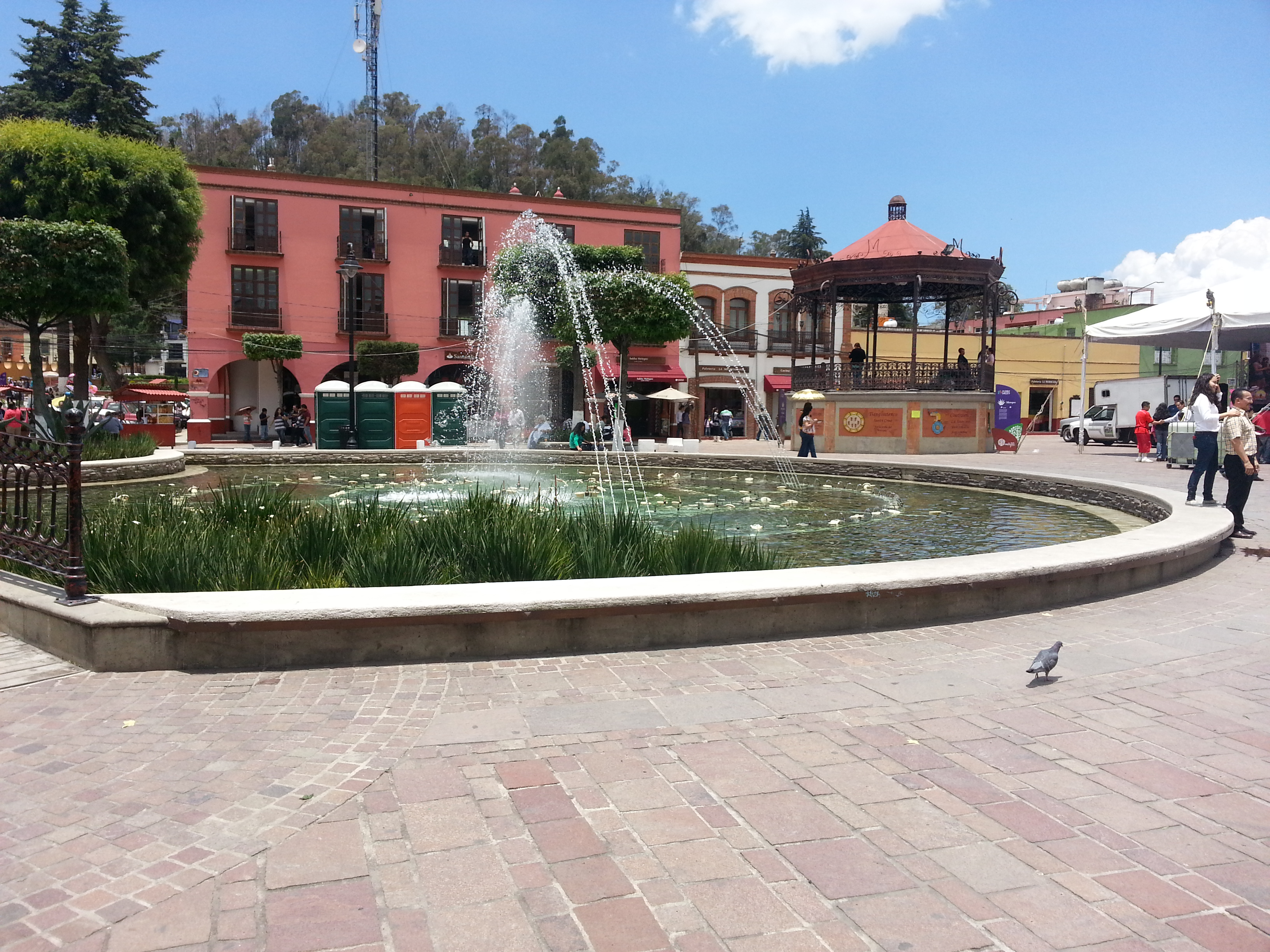
Plaza Principal de Metepec

Metepec es un pueblos mágico, donde se pueden adquirir variadas artesanías, cuenta asimismo con numerosos monumentos arquitectónicos y una arquitectura vernacular muy bien protegida. 
En el centro de la ciudad está el Parque Juárez, un espacio natural para las ceremonias cívicas y la convivencia popular. Junto a esta plaza se encuentra el Palacio Municipal de Metepec, sede del gobierno. En el área central hay un kiosko y las áreas arboladas, además de una fuente con un puente que la cruza. Uno de los principales atractivos de este parque, es la Fuente de la Sirena, imagen que recuerda la Tlanchana, criatura mitológica prehispánica de la antigua zona lacustre de la laguna de Chignahuapan.
La festividad más importante es la de San Isidro Labrador, protector de la siembra donde a través de la idiosincrasia de los habitantes se da gracias y se augura una buena jornada de siembra, donde se promocionan las artesanías más emblemáticas.
Una bebida típica de la zona es la bebida la garañona. Es un licor hecho a base de 14 hierbas, entre las que destacan al paladar el anís, aunque el resto de los ingredientes.

#### La leyenda de la Tlanchana
Según la tradición esta zona lacustre estaba regida por una extraña reina, mitad mujer y mitad serpiente acuática. Se decía que detrás de los tules y hierbas de la laguna, sobre un islote podía verse a una hermosa mujer desnuda ataviada con corona y collares y sartas de peces, acociles y ajolotes en la cintura. 
Poseía un temperamento posesivo, voluble y vengativo; si estaba contenta su cola era la de una serpiente negra, y permitía a los pescadores obtener abundante pesca con sus redes. Cuando se enamoraba de algún humano podía convertir su cola en piernas y salir a tierra a buscarlo; si un hombre no atendía su melodioso llamado utilizaba la cola de serpiente para rodearlo y arrastrarlo al fondo de sus dominios hasta que lo ahogaba. Con el paso de los siglos las lagunas se secaron. 
La nueva religión cambió las pequeñas comunidades agrícolas y pesqueras. Pero el canto de la ancestral sirena todavía cautiva a los investigadores, artistas y pueblo en general, y a principios de la década de 1990 se decidió instalar a La Tlanchana en un sitio destacado del parque Juárez.

## Demografía
De acuerdo con el censo de población del año 2020, en Metepec hay un total de 30 203 habitantes, 15 792 mujeres y 14 411 hombres.

## Educación
En Metepec, se concentran diversas e importantes instituciones educativas, destacando la Universidad Autónoma del Estado de México (UAEM),  el Instituto Tecnológico de Toluca perteneciente al TecNM. La población estudiantil era de 400 alumnos en aquella época; actualmente ofrece 9 ingenierías.
Cuenta con 465 escuelas que son atendidas por 7620 profesores. El analfabetismo se ubica en un 6,53%, lo que se considera como un nivel moderado en un municipio de México.[cita requerida]
Además cuenta con la Escuela Preparatoria Oficial No.33. Existen también escuelas del tipo bachillerato tecnológico como el CBT No 2 METEPEC 
Rodríguez, el CECyTEM Metepec,  el Centro de Bachillerato Tecnológico Industrial y de Servicios|Centro de Bachillerato Tecnológico industrial y de servicios (CBTis) No 203. Esta institución que en el 2012 fue el primer lugar a nivel estatal de prueba ENLACE media superior de DGETI.

## Cultura
En la ciudad, durante la temporada de octubre, tradicionalmente se lleva a cabo el Festival Quimera, en el cual espectáculos de teatro, literatura, danza, música y exposiciones de artes plásticas son expresiones atractivas con las que se pretende sensibilizar el espíritu de los vecinos del colorido pueblo, fortaleciendo así su identidad y rescatando valores culturales en extinción, tareas verdaderamente quiméricas. De igual forma, y de manera un poco paradójica, así es el Festival Quimera, una mezcla entre manifestaciones de arte y cultura, pero también de reventón para los chavos y chavas que gustan del ambiente nocturno que Metepec ofrece. Es un tipo de híbrido que busca un punto de encuentro, entre lo tradicional de la cultura y el no olvidarnos tampoco de que vivimos en un mundo que avanza rápidamente, de que Metepec se ha esforzado por darse a conocer con sus plazas y grandes centros comerciales, sus bares y antros, que nos hacen pensar que debemos estar también a la vanguardia y debemos adecuarnos las necesidades de las nuevas generaciones. Metepec ha adquirido, en estas últimas décadas, un carácter urbano y comercial muy importante.

#### Arquitectura
Los monumentos de Metepec son una serie de edificios de gran antigüedad, los cuales se encuentran por todo todo el municipio y se concentran en la cabecera municipal, y en su mayoría son de tipo religiosos.
- Parroquia de San Juan Bautista

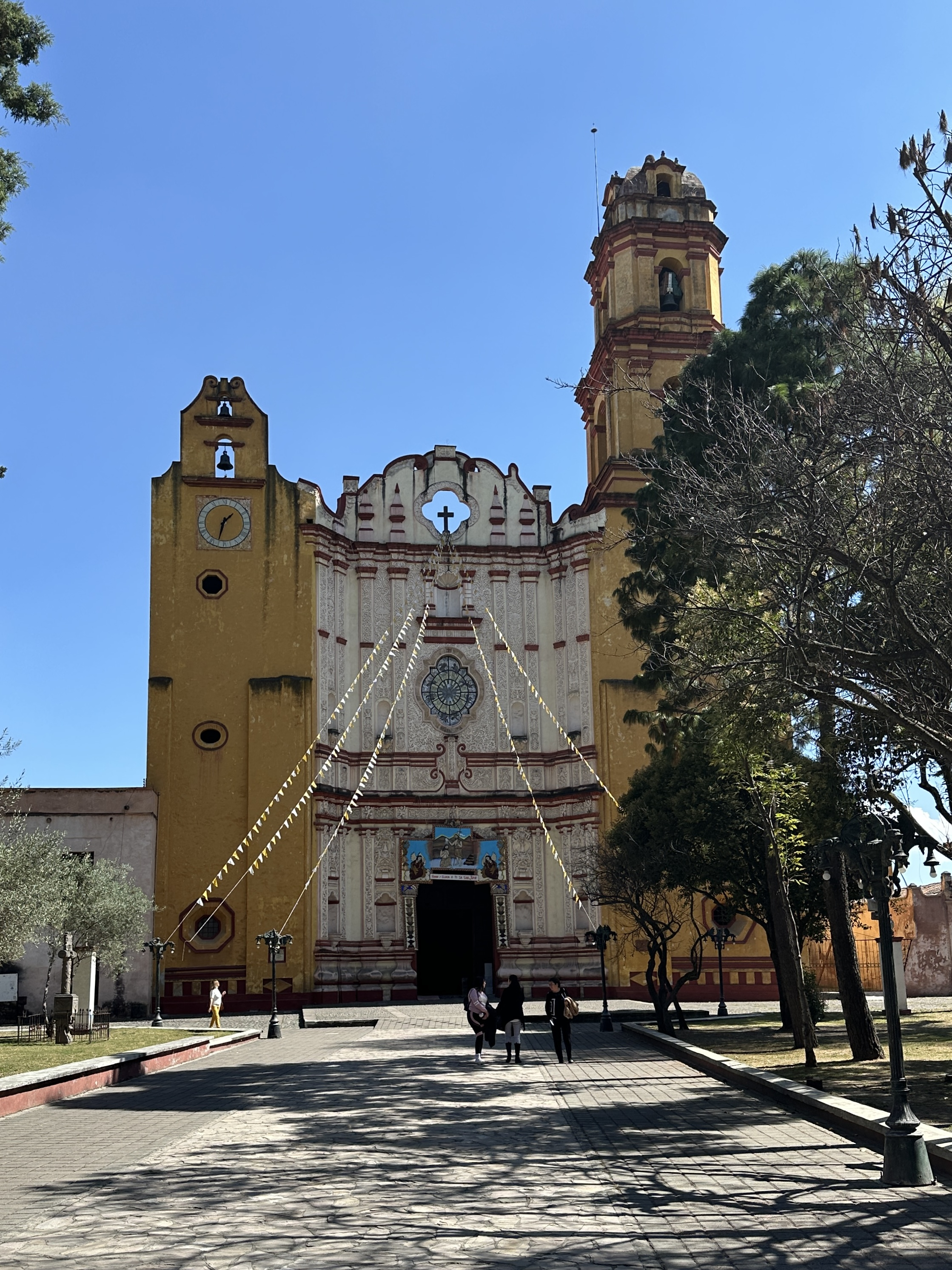
Parroquia de San Juan Bautista

La Parroquia de San Juan Bautista y Santa María de Guadalupe. El siglo XVII marca el inicio de su construcción, dirigida por los frailes franciscanos. La portada de la parroquia, está hecha de barro y refleja los rasgos característicos del arte barroco, fusionados espíritu indígena. El conjunto arquitectónico simboliza el carácter mestizo de los habitantes de Metepec. Es una de las pocas portadas en forma de biombo, su construcción se terminó después de la secularización a cargo de Cayetano Jacinto de Sotomayor.
El Antiguo Convento Franciscano: anexo a la Parroquia de San Juan Bautista, se conserva como el monumento histórico más importante de Metepec y es el orgullo cultural de la comunidad metepequense. En 1569 comenzó su edificación y su fisonomía actual es resultado de los cambios a lo largo de 400 años. Es considerado un monumento nacional desde 1935, fue catalogado por el INAH. El edificio religioso tiene un claustro y numerosos retablos de pintura barroca del periodo virreinal novohispano.
- Exconvento Franciscano del siglo XVI

La capilla del Calvario, una caminata por el Cerro de los Magueyes hasta la ermita (en cuyos alrededores se han hallado enterramientos prehispánicos) y desde luego, la visita a los talleres artesanales, ya que la principal actividad del municipio es artesanal; es casi obligatorio visitar la Casa del Artesano y sus corredores, paseo preferido por los visitantes y en donde se muestran objetos que algunos de ellos van destinados en gran parte al mercado internacional. Ahí se exponen las piezas ganadoras de premios nacionales hechas por artesanos de Metepec. En los barrios de Santiaguito, la Santa Cruz, San Mateo y Espíritu Santo, los talleres se encuentran abiertos a todo el público para dar a conocer el proceso de fabricación.
- Palacio Municipal

Cuenta también con un Jardín lineal, que lo integran 18 plazas, en seis de ellas se encuentran fuentes, en siete grandes esculturas. El jardín esta alumbrado con 718 luminarias de diferentes tipos, todo realizado con una inversión aproximada de 45 millones de pesos.
En la plaza principal de Metepec, también pueden visitar las fuentes danzarinas que se encuentran, enfrente del Palacio Municipal, en el centro de Metepec.

#### Artesanía

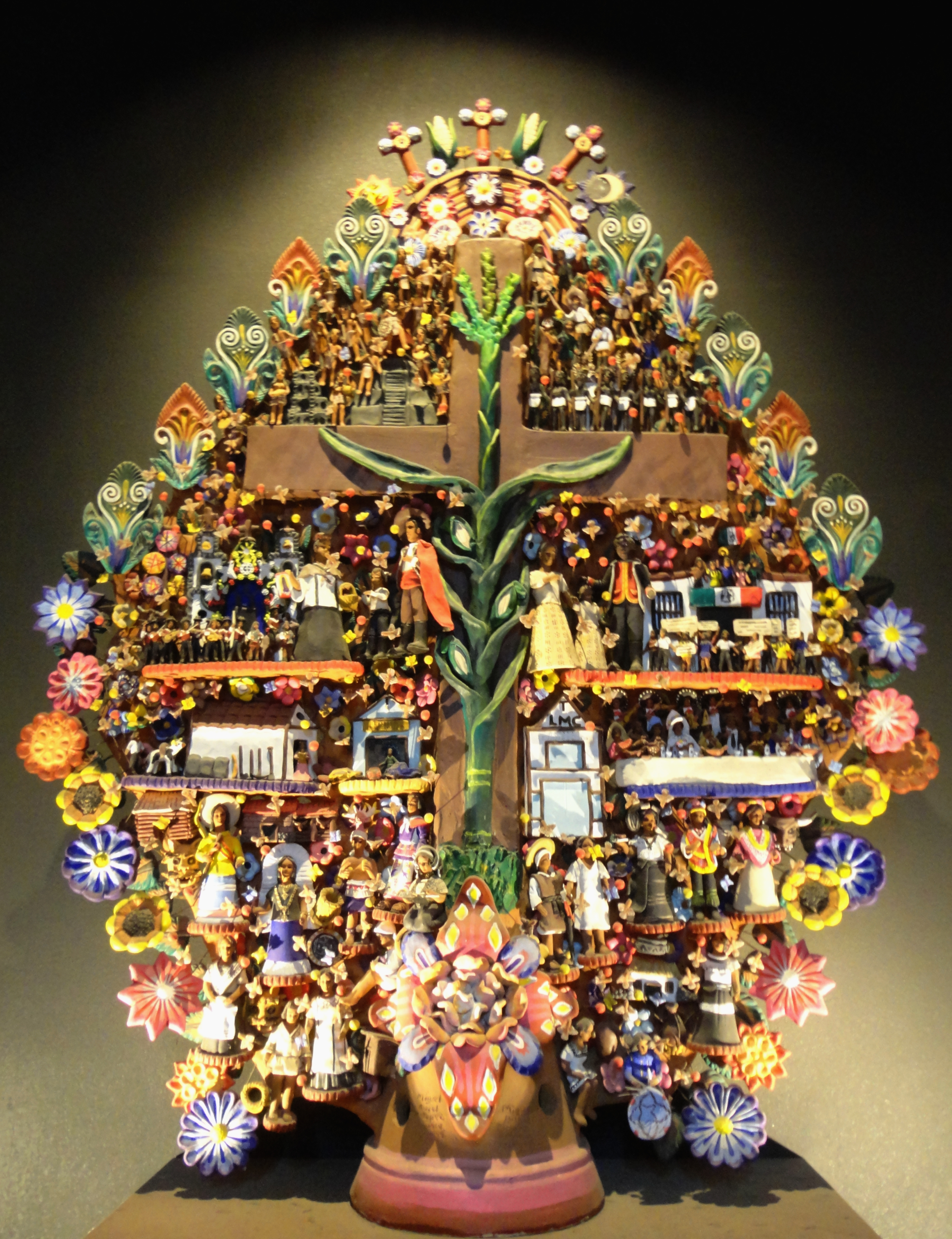
Árbol de la vida.

La artesanía de Metepec comprende objetos de barro, cestería, talabartería, vidrio soplado. La creación de objetos hechos de barro de uso común, como ollas, cazuelas, jarros, figuras diversas en diferentes tamaños. Incluso pueden medir más de 3 metros de alto, y lo más típico es el Árbol de la Vida. También hay figuras de soles, árboles de la muerte, coronas, ángeles musicales, figuras santuarias y eclipses.
También hay artesanos que utilizan diversos tipos de materiales, como el papel picado, el trabajo con hoja de maíz, textil, etc.
La fama de los alfareros de Metepec creció con el tiempo. Sus cazuelas, jarros pulqueros, macetas, silbatos y alcancías eran mercancía infaltable en los mercados de Toluca y otros pueblos cercanos y aún en sitios más remotos del país.
El Ayuntamiento apoya a sus artesanos con viáticos para trasladarse a concursos nacionales, junto con el Fondo Nacional para el Fomento de las Artesanías (FONART), permitiendo con ello expandir las artesanías de este municipio y abrir nuevos mercados para los artesanos, quienes aprovechan estas exposiciones de artes para compartir técnicas que permitan mejorar la calidad de sus artesanías.
- Árbol de la vida

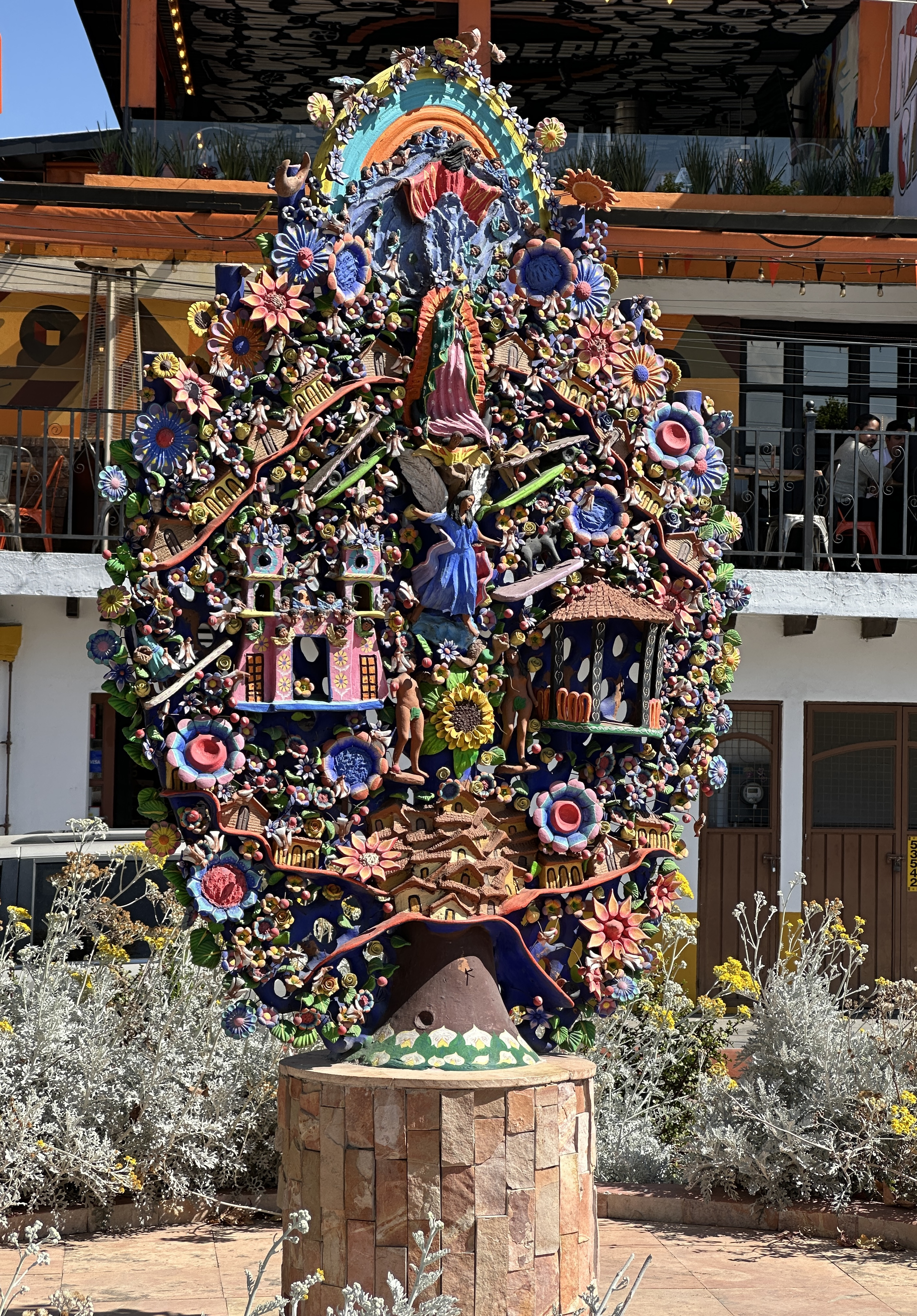
Árbol de la vida ubicado en el centro de Metepec, Estado de México

El Árbol de la vida, es una artesanía muy representativa de la ciudad y fue parte de la denominación como Pueblo Mágico, desafortunadamente la calidad de los árboles ha ido disminuyendo debido a la comercialización y producción en serie de los mismos.
La población en Metepec comenzó a crecer después del sismo de 1985 y cuando muchos corporativos se establecieron en Santa Fe, Ciudad de México porque es más fácil trasladarse de Metepec a Santa Fe que del Sur o del Norte de la Ciudad de México, ya que el tráfico se ha convertido en una problemática.

### Gastronomía

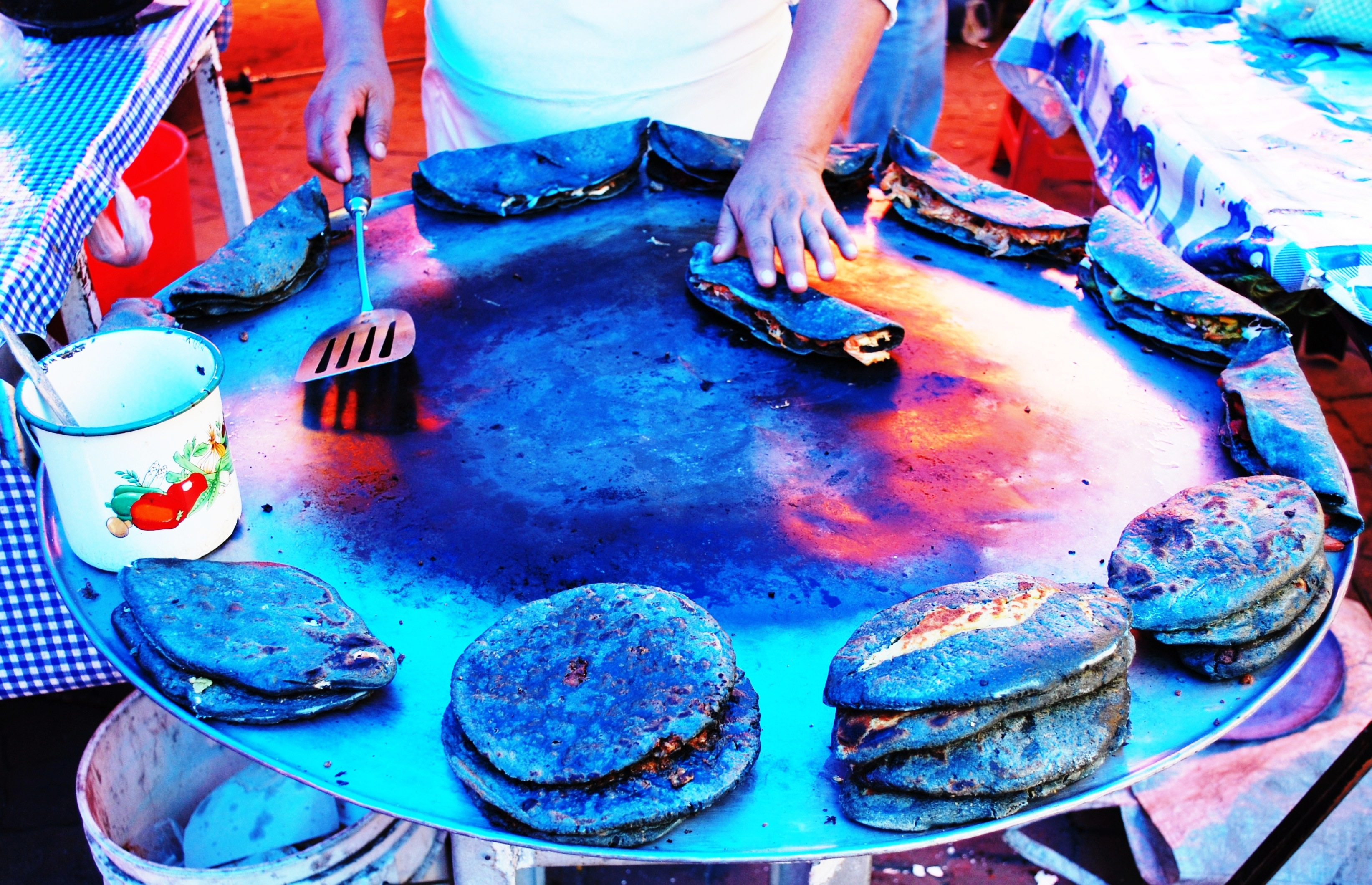
Gorditas azules en Metepec.

La gastronomía mexicana es un conjunto de platillos y tecnología culinarias de México que forma parte de tradiciones como la barbacoa al horno de carne de borrego, los tamales de charal, el chorizo verde, la sopa de hongos, el mixiote de conejo, los pambazos, la sopa de médula, las quesadillas de maíz azul y las gorditas de maíz azul. Muchos de estos platillos se pueden apreciar en el tianguis de los días lunes. Los postres tradicionales son: los dulces de calabaza, pepita, el alfeñique, jale, borreguitos, limones con ralladura de coco y el sabroso pan de pulque.
La ensalada de plaza es otra comida que se prepara en esta localidad, la cual es una mezcla de diferentes ingredientes como lo son: barbacoa de carnero, acocil, pata de res, chicharrón, jitomate, chile verde, cebolla blanca, entre otros. Con esta ensalada se acompaña al mole rojo con arroz y frijoles de olla.
Algunas comidas y bebidas típicas del municipio son:
- Garañonas.
- Mosquitos.
- Dulce de calabaza.
- Barbacoa de borrego al horno.
- Cumpascle.
- Pulque.[15]

### Eventos artísticos

#### Ritual del Fuego Nuevo

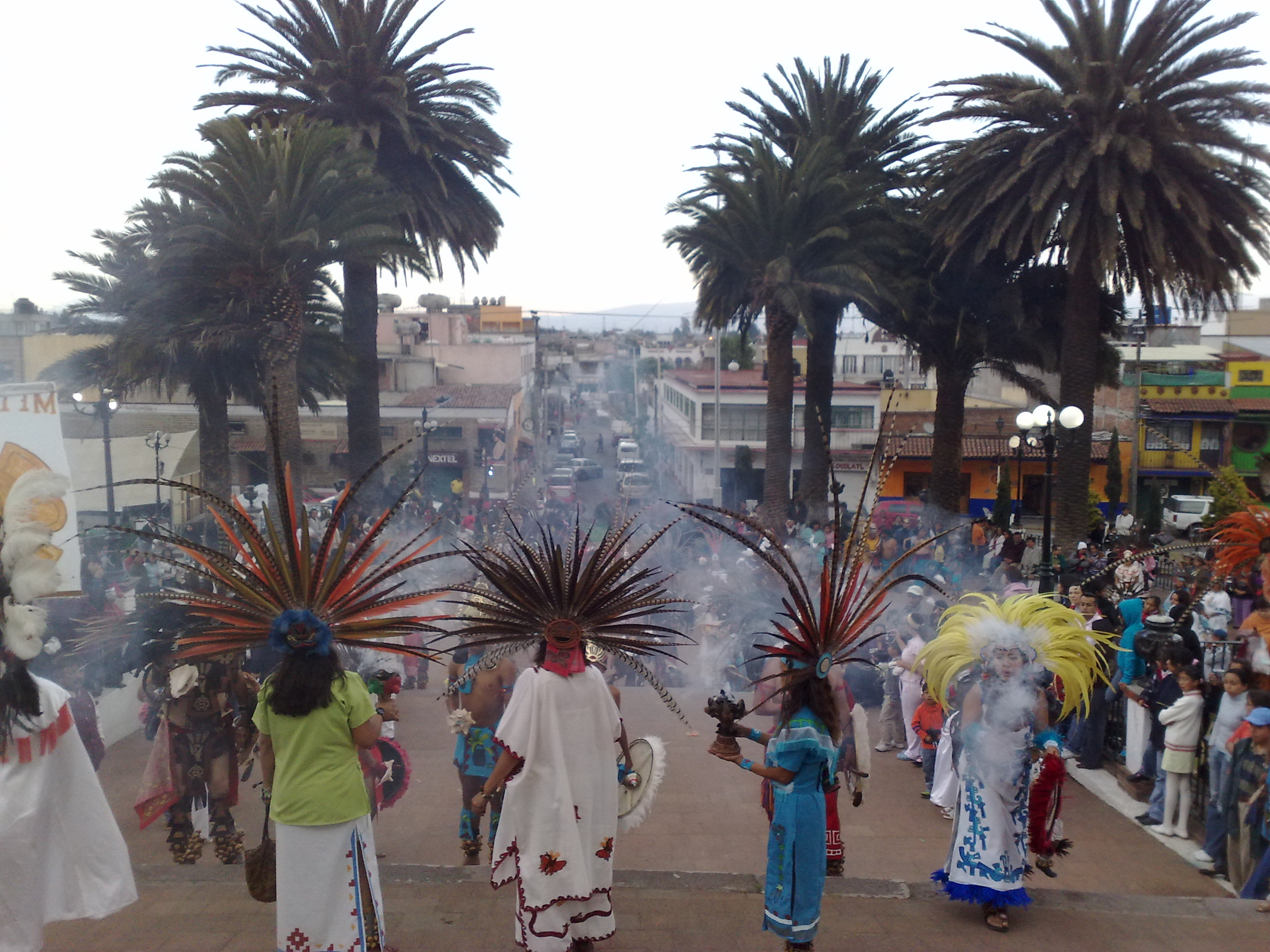
Ceremonia del Fuego Nuevo en el Cerro del Calvario

Se realiza el día 21 de marzo en la explanada del Calvario a partir de las 16:00 por la comunidad de danza azteca de Metepec, grupos y jefes danzantes de México e Ixtlahuaca, el cual se lleva a cabo con danza, poesía e historia.
En proximidades del Parque Bicentenario se instala cada año la feria, que alberga diversas zonas: espacio para juegos mecánicos, área institucional donde hay dependencias gubernamentales, organizaciones de la sociedad civil, exhibición de producciones de centros de enseñanza. Un espacio agropecuario para la exhibición y venta de todo lo relacionado con ganadería y agricultura. Se instala también un área gastronómica.

#### Tlanchana Fest
Es un encuentro cultural que fusiona el encanto del cine con la innovación del arte digital. Surge como respuesta ante la inquietud de establecer un foro audiovisual en Metepec que ponga al alcance de todos, la innovación y la frescura que sólo el cine independiente, comercial y experimental puede ofrecer. Además de proporcionar un importante espacio para la producción fílmica, este evento abre sus puertas a otras ramas de las artes audiovisuales contemporáneas (como arte sonoro, instalación, intervención, fotografía, arte objeto, entre otras), generando así sinergias entre los exponentes, su material y el público espectador.

#### Festival Internacional Quimera
El festival nace en 1991 con el apoyo del entonces presidente municipal César Camacho Quiroz, quien tuvo la visión de hacer de esta municipalidad un espacio idóneo para la convergencia de expresiones culturales donde se mostrara la diversidad creativa de México en el mundo. Se lleva a cabo la segunda semana octubre con duración de diez días en conmemoración del Título que otorgó a Metepec la Categoría política de Villa en el año 1848;  en este festival, se muestran las distintas expresiones artísticas del hombre manifestadas a través de las 7 bellas artes: arquitectura, escultura, pintura, música, declamación, danza y cinematografía.
Estas expresiones se presentan en los distintos foros del municipio como el Parque Juárez, la Iglesia de San Juan Bautista, el Exconvento Franciscano, la Capilla y escalinata del Calvario, el Mercado Artesanal y el Museo del Barro entre muchos otros como las Casa de Cultura que se ven engalanados con la participan artistas nacionales y extranjeros.
Al festival han asistido artistas de la talla de Michael Nyman, Víctor Urbán, el Ballet Real de Camboya, Regina Orozco o Luis Eduardo Aute, Pablo Milanés, Amalia Hernández,  Albita Rodríguez, Fernando de la Mora, Oscar Chávez, Jaramar Soto y se ha contado con la participación de varios países como Rusia, Argentina, Suiza, Cuba, Argentina, Viena, Colombia, Canadá, USA, Italia, España, Alemania, Chile, Cabo Verde, Portugal, Brasil, Japón, China, China, por mencionar los más representativos.
.
Octubre es el marco ideal dado que el día 15 de este mes
pero de 1848, Metepec vive uno de los sucesos históricos más importantes
para la conformación de su realidad política y sociocultural actual, al
ser reconocido como Villa, por haber albergado los poderes del estado
tras el avance de las tropas estadounidenses a la Ciudad de México.
En el marco del festival, es parte importante la celebración de una ceremonia
solemne en la que se recuerdan estos acontecimientos y se entregan
preseas a los ciudadanos que por su labor han contribuido a enriquecer
aspectos importantes de la vida comunitaria o puesto en alto el nombre
del municipio.
La Quimera de Metepec surge como la necesidad de establecer un puente entre la cultura y la imaginación, entre la poesía y las llamas, entre el ayer y el hoy. Es ante todo el sueño de vincular, integrar y amalgamar pensamientos, imágenes, poesías, cantos, conocimientos de todo aquello que se ha denominado cultura.
La Ofrenda Monumental y Día de Muertos, se realiza terminando el Festival Quimera, consta de un tradicional Altar de Muertos pero a escala monumental, dura aproximadamente y ofrece recorridos por el antiguo panteón municipal, obras de teatro, conciertos y presentaciones artísticas, en su montaje participan los vecinos de la cabecera municipal, quienes colaboran con flores, fotos y alimentos; en el marco de este festival se realizan concursos de catrines, fotografía y caminatas nocturnas con la Banda de Música Municipal.

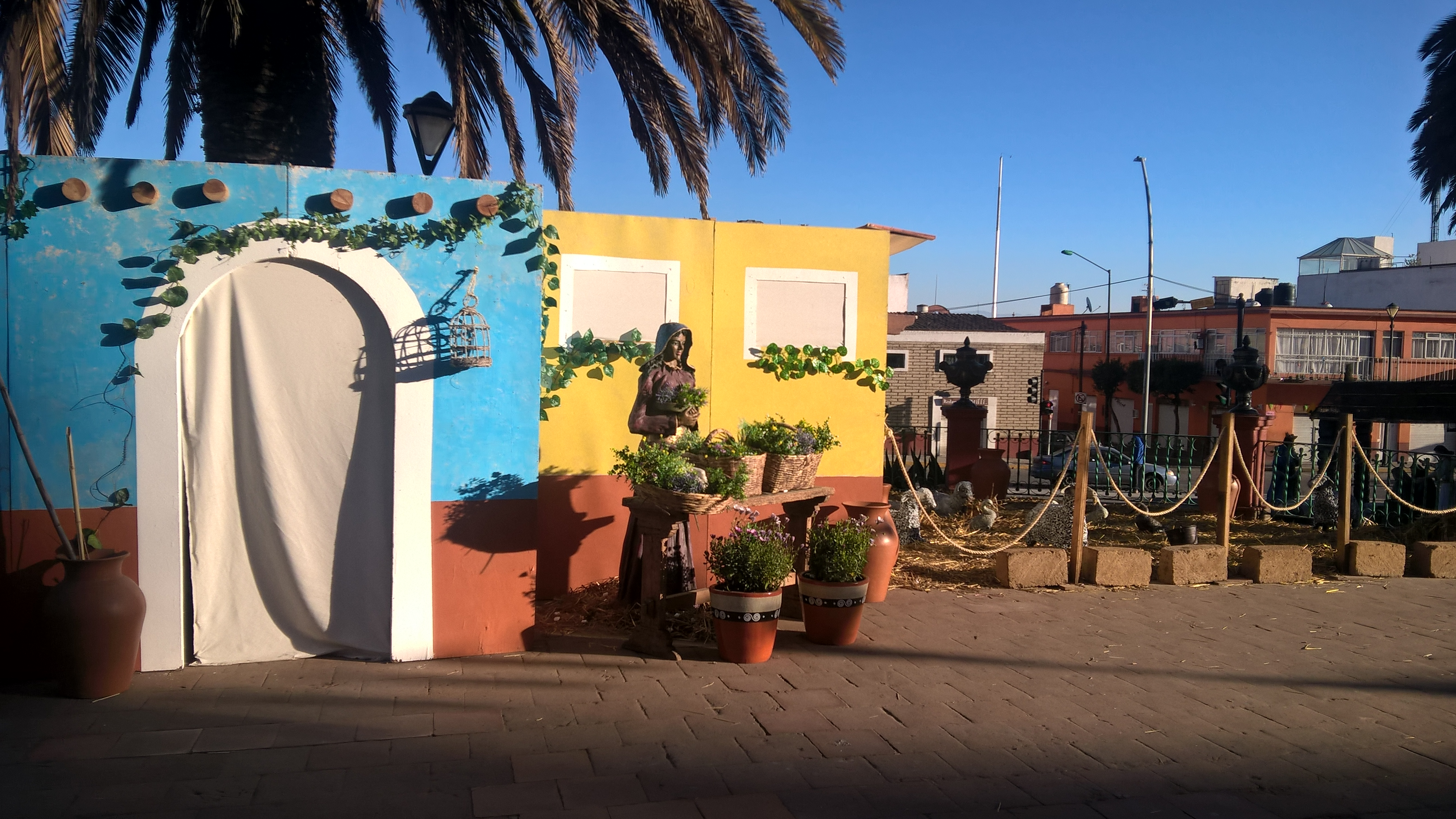
Metepec, con motivo de la navidad expone nacimiento.jpg

Festival del amor

#### Navidad Metepec
En el año 2013 se inicia el "Festival de Navidad Metepec" con la decoración alegórica a las fechas, la decoración incluye adornos representativos alrededor de todo el centro de la ciudad y diversos eventos durante estas fechas y como su máximo representante se encuentra la puesta del nacimiento tamaño real a lo largo de la escalinata del Calvario de Metepec. El nacimiento que está ubicado en el lugar hasta el 6 de enero, consta de cinco pasajes. En la parte principal se encuentran Jesús, José, María y un pesebre, así como Melchor, Gaspar, Baltasar y los animales que acompañaron el nacimiento de Jesús, ubicados en una ambientación de cactus, yucas, biznagas y órganos que representan el caminar por el desierto. Las escenas culminan con una representación de la Sagrada Familia, en donde hay un oasis ambientado con agua en movimiento e iluminación. Esta evento se mantiene constante desde su primer año hasta la fecha. A partir de 2017 se realiza el concurso de piñatas tradicionales.

## Usos y costumbres

### Fiestas
Las fiestas populares, como fiestas patronales o culturales se realizan  desde hace mucho tiempo.
| Fecha                          | Fiesta                          | Lugar                          |
| ------------------------------ | ------------------------------- | ------------------------------ |
| 1 de enero                     | Año Nuevo                       | Toda la comunidad              |
| 12 de enero                    | Virgen de Guadalupe (recorrida) | Barrio de Coaxustenco          |
| 20 de enero                    | San Sebastián                   | Pueblo de San Sebastián        |
| 2 de febrero                   | Virgen de la Candelaria         | Barrio de San Mateo            |
| 21 de marzo                    | Natalicio de Benito Juárez      | Evento cívico                  |
| marzo o abril                  | Semana Santa                    | Toda la comunidad              |
| 3 de mayo                      | Día de la Santa Cruz*           | Barrio de Santa Cruz           |
| 15 de mayo                     | San Isidro                      | Toda la comunidad              |
| Pentecostés                    | venida del Espíritu Santo*      | Barrio del Espíritu Santo      |
| martes posterior a Pentecostés | Paseo de la agricultura         | Toda la comunidad              |
| 22 de julio                    | Santa María Magdalena           | Santa María Magdalena Ocotitán |
| 24 de junio                    | San Juan Bautista*              | parroquia de San Juan Bautista |
| 16 de julio                    | Virgen del Carmen               | Barrio del Espíritu Santo      |
| 25 de julio                    | Santiago el Mayor               | Barrio de Santiaguito          |
| 15 de agosto                   | Virgen de la Asunción*          | Barrio de Coaxustenco          |
| 14 de septiembre               | Señor de la Exaltación          | Barrio de Santa Cruz           |
| 15 de septiembre               | Grito de Dolores                | Toda la comunidad              |
| 15 de septiembre               | Virgen de los Dolores*          | Iglesia del calvario           |
| 16 de septiembre               | Día de la Independencia         | Toda la comunidad              |
| 21 de septiembre               | San Mateo apóstol*              | Barrio de San Mateo            |
| 29 de septiembre               | San Miguel Arcángel*            | Barrio de San Miguel           |
| 4 de octubre                   | San Francisco de Asís           | Barrio de Coaxustenco          |
| 16 de octubre                  | Virgen de los Dolores           | Iglesia del calvario           |
| 18 de octubre                  | San Lucas Evangelista*          | Pueblo de San Lucas Tunco      |
| octubre y noviembre            | Día de Muertos                  | Toda la comunidad              |
| 12 de diciembre                | Virgen de Guadalupe             | Parroquia de San Juan Bautista |
| 25 de diciembre                | Navidad                         | Toda la comunidad              |
| 31 de diciembre                | Noche Vieja                     | Toda la comunidad              |

(* fiesta principal del barrio y/o capilla)

### Semana Santa
Altar de Dolores 
Cada viernes de cuaresma un barrio de la comunidad adorna la parroquia de San Juan Bautista con elementos que representa la llegada de la semana santa, a excepción del último viernes "Viernes de Dolores",se adorna la capilla del calvario en honor la virgen de los Dolores, patrona de la capilla, con misa y fuegos pirotécnicos. 
Procesión del Silencio
La Procesión del Silencio se realiza en la tarde/noche del Viernes Santo con finalidad de anunciar el luto de la iglesia por la muerte de Cristo, en ella participan aproximadamente 1500 cofrades organizados en 12 Cofradías, del año 2005 a la fecha ha crecido la devoción y la organización de la misma, algunas de las cofradías han mandado traer de España sus imágenes procesionales que son de gran realismo, algunas han creado réplicas de las antiguas imágenes y otras han establecido códigos de vestimenta, algunas desafortunadamente han desaparecido por el paso del tiempo.

### Feria de San Isidro Labrador
Es la fiesta en honor de San Isidro Labrador: a la llegada de los españoles, los indígenas relacionaron este santo con Tláloc, divinidad de la lluvia y como resultado, San Isidro Labrador es considerado también en la zona como protector de la siembra.
Es la máxima celebración en la comunidad, a pesar de no ser ya una comunidad eminentemente agrícola. El día 15 de mayo, se realiza un recorrido de imágenes del santo por cada familia y sus cuadrillas por la ciudad que inicia al mediodía en el atrio parroquial con una misa patronal. A esto se le suma “El paseo de la agricultura” que, es un paseo de carros alegóricos, yuntas con bueyes y mulas, decoradas, imágenes de semillas, mayordomos que regalan panes, tamales, fruta, pequeñas artesanías o las clásicas gorditas de Maíz, mojigangas y tlacualeras (hombres disfrazados de mujer). Este se realiza el martes siguiente al domingo de Pentecostés según la tradición local.
Además del día de San Isidro y del Paseo de la agricultura, se lleva a cabo la Feria de San Isidro a las afueras de la ciudad, donde se desarrolla con una duración de dos semanas, la presentación de artistas populares de todo el país en el palenque y/o teatro del pueblo, juegos mecánicos y actividades de promoción cultural como los voladores de Papantla y los Cheroquis.

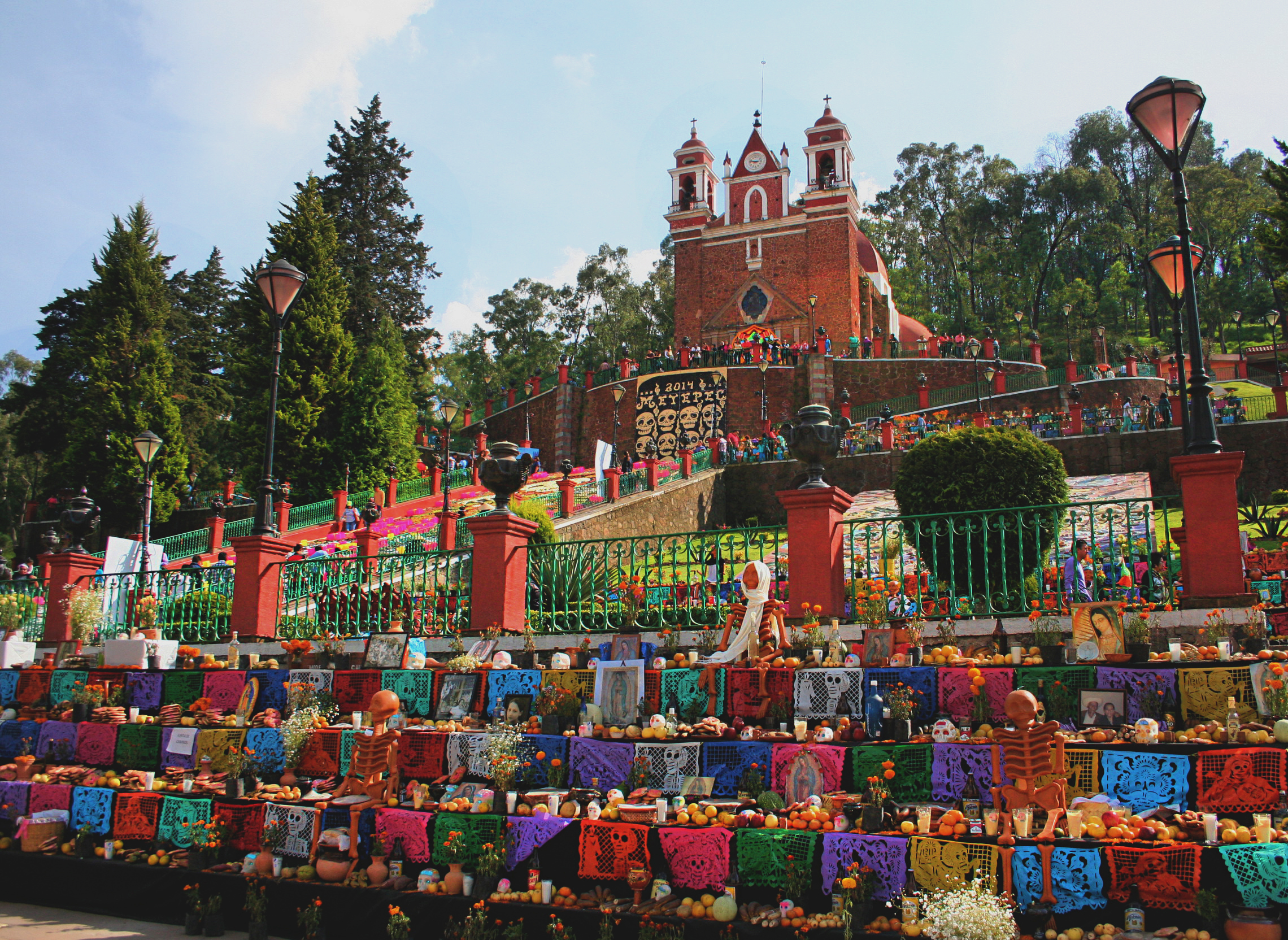
Calvario de Metepec.jpg

### Día de Muertos
Se realiza durante la festividad de Día de los difuntos del 30 de octubre al 2 de noviembre; dicha muestra se ubica en la Casa de Cultura de Metepec o en las escalinatas del Calvario: en donde participan diversas escuelas elaborando sus propias ofrendas. La pieza central de esta exposición corresponde a los restos óseos correspondientes a un entierro matlatzinca encontrado en el Cerro de los Magueyes.

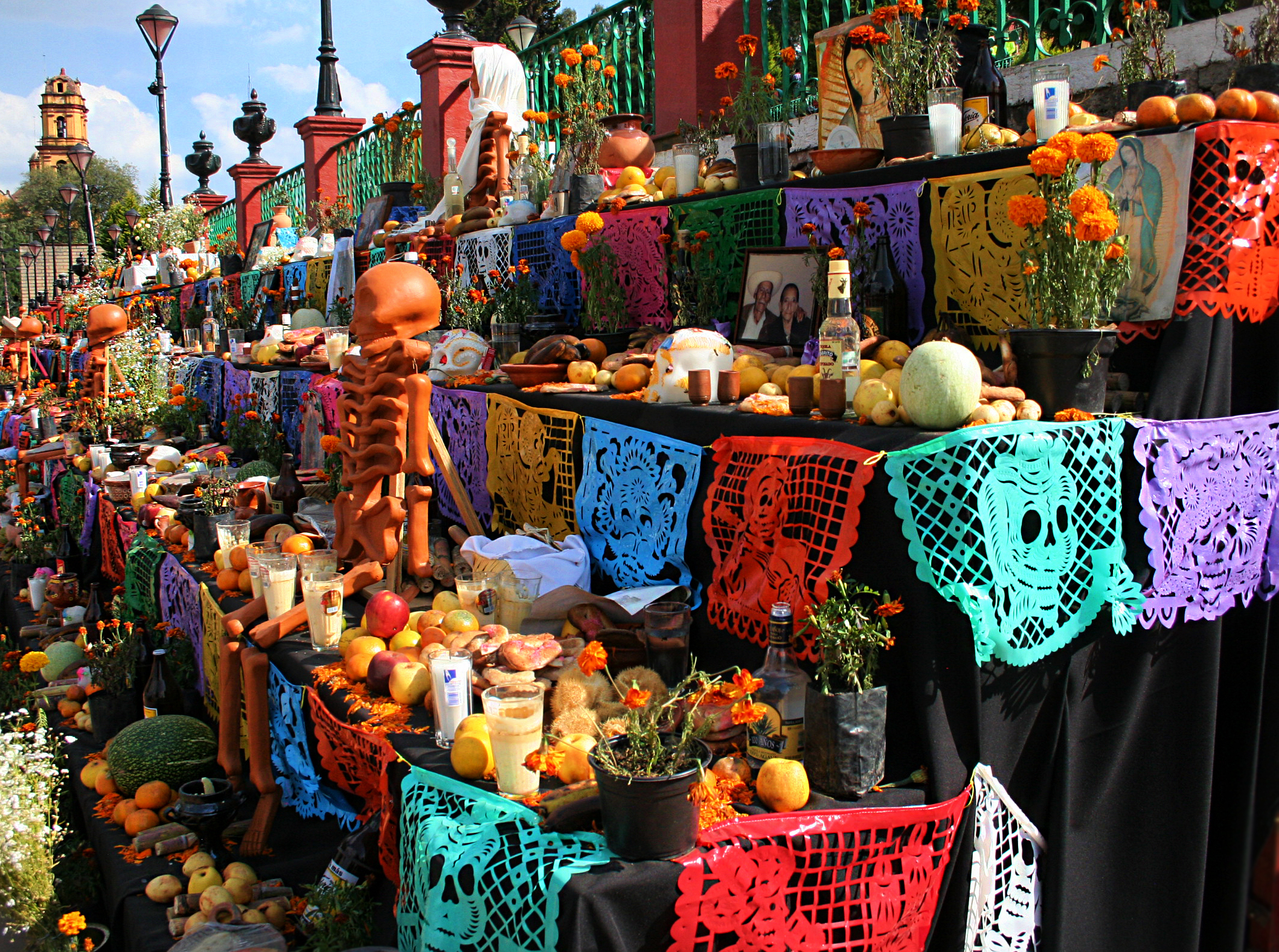
OfrendaMetepec.jpg

En Metepec también se ha implementado un punto verde en la cual se recolectan pilas, PET y artículos electrónicos que la población deshecha. También se comercializan productos hechos a base de lechuga como cremas faciales, gel reductivo y paletas hechas de lechuga deshidratada.
Además se capacita y se imparten talleres de agricultura con la ayuda de ingenieros especializados y de los conocimientos empíricos de algunos agricultores.

### Mitos y leyendas
- La Tlanchana

Su nombre se deriva de tres voces del náhuatl: atl, agua; tonan, madre; chane, ser o espíritu mágico. Para muchos visitantes resulta extraño encontrar una sirena a 500 km de la costa y a más de 2600 msnm. No obstante, este territorio antaño contaba con nueve lagunas rodeadas por pequeñas comunidades matlazincas y otomíes; frente al Nevado de Toluca o Xinantécatl y cerca del río Grande o Chignahuapan, hoy dentro del municipio de Lerma. El mito tuvo su origen en tiempos prehispánicos, cuando los mexicas todavía no invadían este fértil Valle Matlazinca.

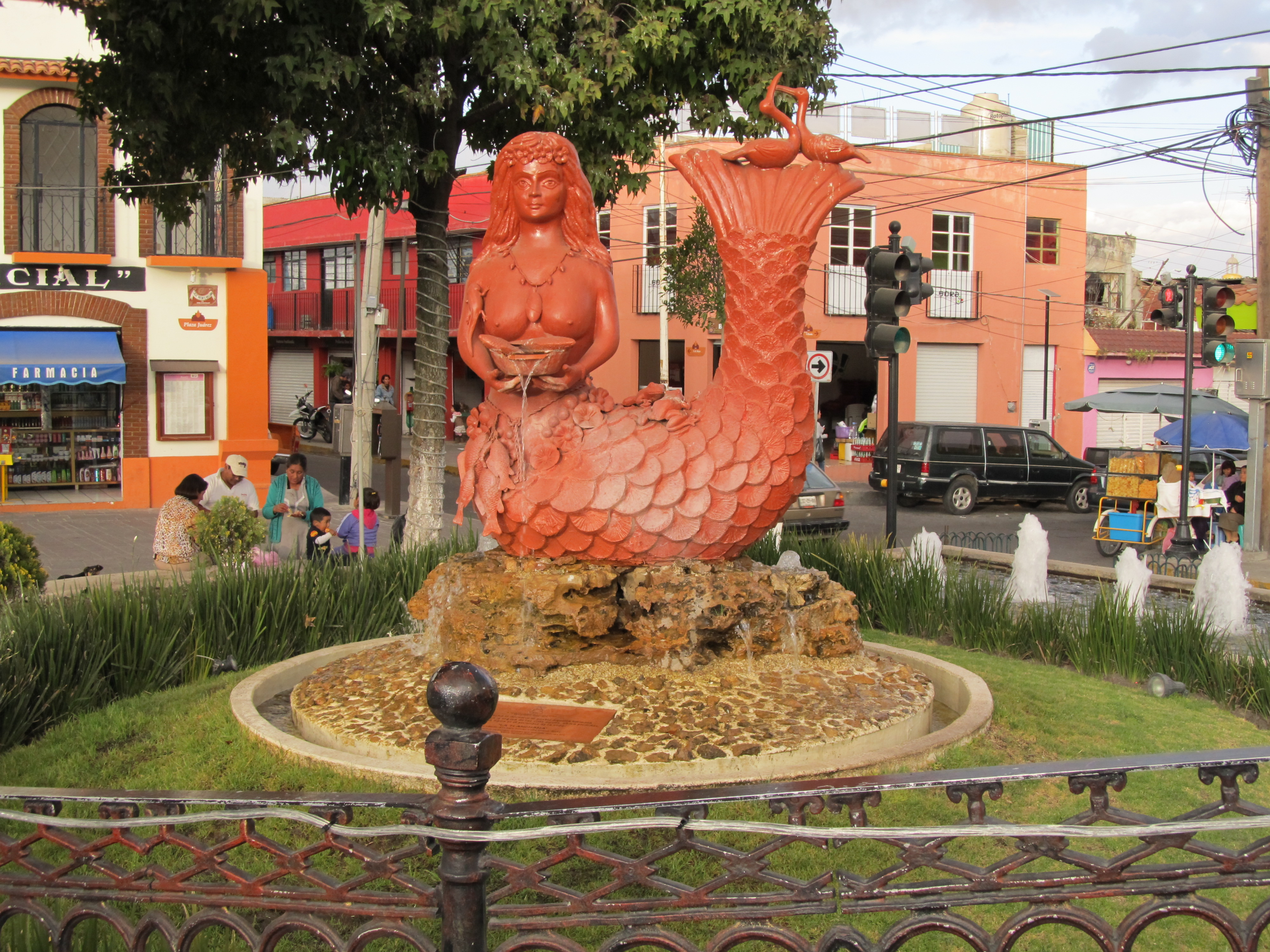
La Tlanchana en la plaza central de la localidad

Cuenta María Caballero Arroyo que "En el cerro de Metepec hay una cueva donde la gente dice que hay muchas riquezas.
En cierta ocasión un muchacho tenía un amigo que lo invitó a ir a la cueva. Cuando llegaron y entraron le dijo a su amigo:
-"Toma lo que quieras, hay mucho oro, diamantes, perlas; lo que tú quieras".
El muchacho tomó una máscara que le agradó porque brillaba bastante, regresó a su casa con la máscara y la colgó en la pared.
Un día que fue a misa, cuando iba a entrar a la iglesia; sintió que alguien lo jalaba y vio con asombro que tenía la máscara bajo el brazo. Se regresó a su casa y la colgó nuevamente en la pared. Volvió a la iglesia y pasó lo mismo, sentía que alguien lo jalaba y tenía la máscara bajo el brazo y así le sucedió varias veces hasta que ya aburrido, volvió a la cueva a dejar la máscara pero cuando entró ya no pudo salir porque al momento se le desapareció la entrada.
Del muchacho no se volvió a saber en el pueblo." 

## Deportes
El Parque Ambiental Bicentenario: ubicado en la zona sur de Metepec, conformado por 30 hectáreas que incluyen trotapista, centro de educación ambiental, ciclopista, espejo de agua y áreas recreativas. Este espacio recreativo es una alternativa más de conocimiento y área cultural, que alienta la convivencia familiar y estimula el arte, la ciencia y en general las bellas artes.